# 龙斌大话电影
龙斌大话电影，是中国大陆的网络点评类脱口秀节目，由火星文化与龙斌工作室出品。每周一、周四更新，由原央视《第10放映室》主播龙斌主持。